# 澤村三木男
澤村 三木男（さわむら みきお、1909年（明治42年）5月24日 - 1979年（昭和54年）1月11日）は、文藝春秋四代目社長。

## 人物・略歴
歌舞伎役者七代目澤村宗十郎の四男として生まれる。東京府立第三中学校（現都立両国高等学校）を経て慶應義塾大学文学部卒業。
松竹に入社後、1933年（昭和8年）文藝春秋社に転職。敗戦で菊池寛が文藝春秋を解散したあと、佐佐木茂索、池島信平、鷲尾洋三らと同社を再建、文藝春秋新社を発足される。長年専務を務め、1973年（昭和48年）池島社長の逝去に伴い四代目の社長に就任。75年日本宣伝賞を受賞し現職のまま逝去。

## 著書
- 『東京の兵隊』中央宣興、1969年。
- 『東京のおんな』河出書房新社、1975年。